# Петренко Віталій Петрович
Віта́лій Петро́вич Петре́нко (27 травня 1970 — 13 липня 2016) — полковник Служби безпеки України, учасник російсько-української війни.

## Життєпис
Народився 1970 року в місті Київ. Закінчив Національну юридичну академію ім. Ярослава Мудрого. В підрозділах СБ провів понад 27 років; пройшов шлях від слідчого до заступника начальника управління — в органах СБУ Київщини, Закарпаття, Полтавської і Рівненської областей.
2014 року відряджений в зону бойових дій, по поверненні призначений заступником начальника управління — начальником відділу по боротьбі з корупцією та організованою злочинністю УСБУ (в Рівненській області).
З кінця січня 2015 року майже весь час перебував на сході України (був одним з керівників зведених мобільних груп по боротьбі з незаконним переміщенням товарів через лінію розмежування). Вилучали підготовлені зловмисниками арсенали вогнепальної зброї, вибухівки, гранатомети — задля попередження скоєння злочинів. Блокували перевезення сотень тонн заборонених вантажів, пального, вилучали транспорт контрабандистів.
13 липня 2016-го загинув поблизу села Богданівка (Волноваський район), вирушивши на бойове завдання.
Без Віталія лишилися мама, дружина та син.
Похований в місті Київ.

## Нагороди та вшанування
- указом Президента України № 339/2016 від 22 серпня 2016 року «за особисту мужність і високий професіоналізм, виявлені у захисті державного суверенітету та територіальної цілісності України, вірність військовій присязі» — нагороджений орденом «За мужність» III ступеня (посмертно)[1].